# Dorfkirche Mankmuß

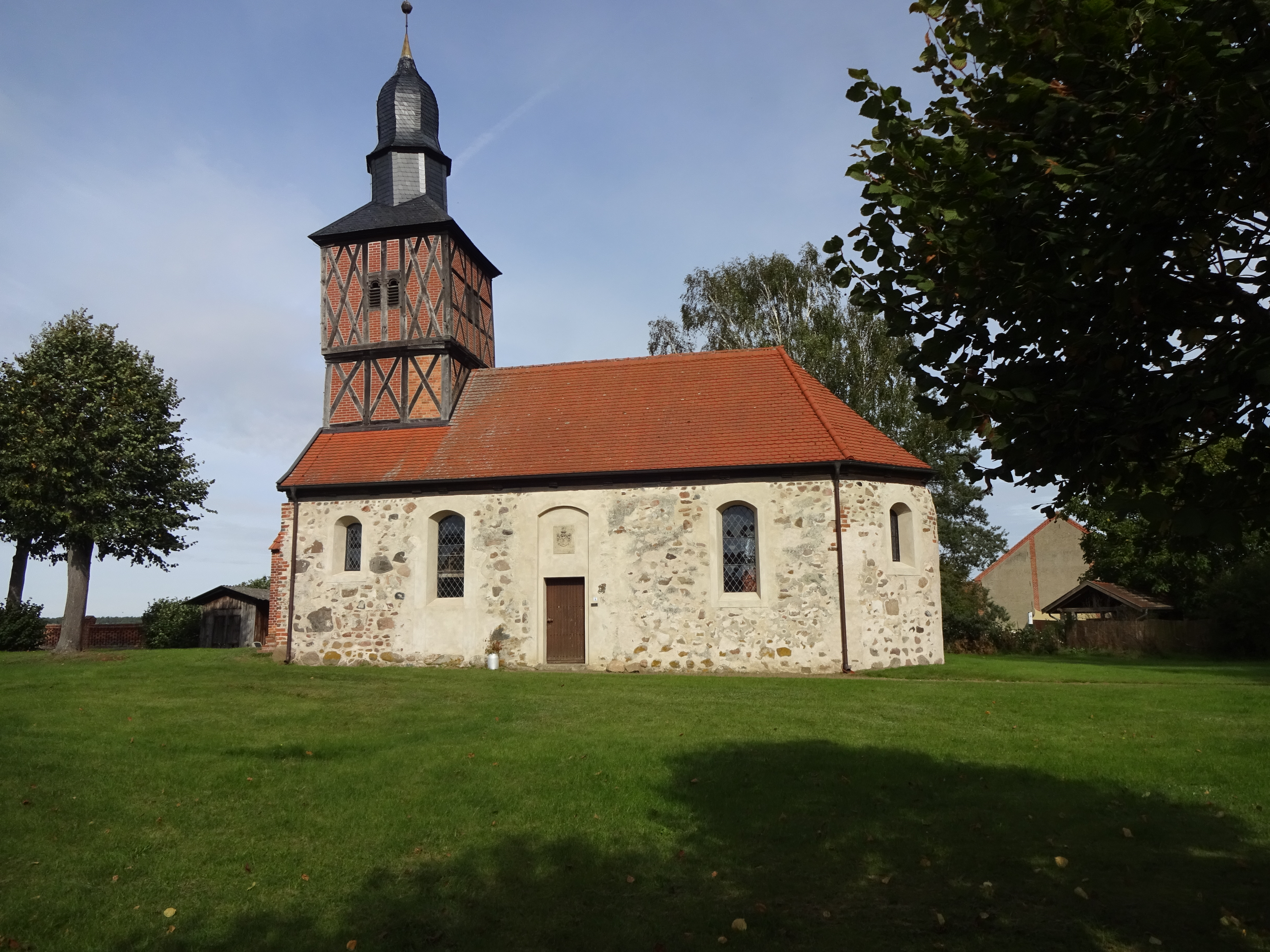
Dorfkirche Mankmuß

Die evangelische, denkmalgeschützte Dorfkirche Mankmuß steht in Mankmuß, einem Ortsteil der Gemeinde Karstädt im Landkreis Prignitz in Brandenburg. Die Kirche gehört zur Gesamtkirchengemeinde Westprignitz im Kirchenkreis Prignitz der Evangelischen Kirche Berlin-Brandenburg-schlesische Oberlausitz.

## Beschreibung
Die im Kern spätgotische Saalkirche wurde um 1500 aus Mischmauerwerk erbaut. Sie besteht aus einem Langhaus mit dreiseitigem Schluss im Osten aus Feldsteinen und einem Anbau im Westen aus Backsteinen. Das Satteldach erhielt im Westen 1695 einen zweigeschossigen Dachturm aus Holzfachwerk, dessen Gefache mit Backsteinen ausgefüllt sind. In dem auskragenden Obergeschoss steht der Glockenstuhl mit einer im Jahr 1700 von Chr. Heinze gegossenen Bronzeglocke. Abschluss des Turms ist ein achtseitiger schiefergedeckter Aufsatz, der mit einer Zwiebelhaube bedeckt ist. 
Der Innenraum ist mit einer dreiseitigen Empore ausgestattet. Zur Kirchenausstattung gehört ein barocker Kanzelaltar und eine 1966 von W. Sauer Orgelbau Frankfurt (Oder) gebaute Orgel.